# Área da Lapónia
A Area da Lapónia - chamada Laponia em sueco - é uma região montanhosa e selvagem no norte da Suécia na província histórica da Lapónia, mais precisamente nas municipalidades de Arjeplog, Gällivare e Jokkmokk. Tornou-se Património Mundial da UNESCO em 1996, sendo a maior área do mundo com um modo de vida ancestral baseado na transumância do gado, neste caso, renas.
A área ocupa cerca de 9 400 km², o que a torna a maior área natural não modificada do mundo, habitada pelos lapões, composto por pastores de renas. A sua grande extensão justifica uma grande variação das características geográficas, o que implica a sua divisão em várias reservas e parques nacionais. 95% da área é protegida como parque nacional (Muddus, Sarek, Padjelanta e Stora Sjöfallet) ou reserva natural (Sjaunja e Stubba). Os restantes 5% pertencem às áreas de Sulitelma, vale de Tjuolta, e vale de Rapa.
O ponto mais alto fica em Sarektjåkkå, com 2 089 metros. É nesta região que se localiza o hotel de gelo de Jukkasjärvi, feito inteiramente de gelo e recebendo turistas do mundo inteiro. O hotel é reconstruído cada ano durante o inverno após derreter completamente no verão.